# Maurício Gugelmin
Maurício Gugelmin (nascut la data de 20 aprilie 1963 in Joinville, Brazilia) este un fost pilot de curse. Maurício a concurat 5 sezoane in Formula 1.

## Cariera în Formula 1
| Sezon | Echipă                         | Puncte | Loc clasament general |
| ----- | ------------------------------ | ------ | --------------------- |
| 1988  | Leyton House March Racing Team | 5      | 13                    |
| 1989  | Leyton House March Racing Team | 4      | 16                    |
| 1990  | Leyton House Racing            | 1      | 18                    |
| 1991  | Leyton House Racing            | 0      | -                     |
| 1992  | Sasol Jordan Yamaha            | 0      | -                     |